# Łuka Kizia
Łuka Jegorowicz Kizia (ros. Лука Егорович Кизя, ukr. Лука Єгорович Кизя, ur. 21 lutego 1912 we wsi Żychowo w guberni czernihowskiej, zm. 29 grudnia 1974 w Kijowie) – radziecki polityk i dyplomata.

## Życiorys
W 1940 ukończył Czernihowski Instytut Nauczycielski i został dyrektorem szkoły średniej w obwodzie sumskim oraz członkiem WKP(b), po ataku Niemiec na ZSRR w 1941 został komisarzem oddziału partyzanckiego, a w 1943 dowódcą oddziału partyzanckiego i komisarzem zgrupowania partyzanckiego. Jednocześnie do lutego 1944 pełnił funkcję Rówieńskiego Podziemnego Komitetu Obwodowego KP(b)U, później został dyrektorem ukraińskiej republikańskiej wystawy "Partyzanci Ukrainy w walce przeciw niemiecko-faszystowskim najeźdźcom", w 1948 ukończył Kijowski Instytut Pedagogiczny, od 1951 do 1956 był przewodniczącym Zarządu Ukraińskiego Towarzystwa Kontaktów Kulturalnych z Zagranicą. W latach 1956–1959 był wiceministrem wyższej i średniej edukacji specjalnej Ukraińskiej SRR, potem starszym pracownikiem naukowym Instytutu Historii Akademii Nauk Ukraińskiej SRR w stopniu kandydata nauk historycznych i adiunkta, a 1960-1961 był kierownikiem Wydziału Organizacji Międzynarodowych i członkiem Kolegium Ministerstwa Spraw Zagranicznych ZSRR. Od 1961 do 1964 był stałym przedstawicielem Ukraińskiej SRR w Radzie Bezpieczeństwa ONZ, 1965-1967 ponownie wiceministrem wyższej i średniej edukacji specjalnej Ukraińskiej SRR, a od 1967 do śmierci ponownie starszym pracownikiem naukowym Instytutu Historii Akademii Nauk Ukraińskiej SRR. Był odznaczony Orderem Czerwonego Sztandaru i Orderem Czerwonego Sztandaru Pracy.